# Ghetto Story
Ghetto Story é o segundo álbum de estúdio do cantor, compositor e produtor musical jamaicano Cham, lançado em 15 de Agosto de 2006 pelas editoras discográficas Madhouse Records e Atlantic Records.

## Alinhamento de faixas
| #  | Canção                                                                     | Produtor(es) | Duração |
| -- | -------------------------------------------------------------------------- | ------------ | ------- |
| 1  | "Ghetto Story"                                                             | Dave Kelly   | 4:10    |
| 2  | "Tic Toc"                                                                  | Dave Kelly   | 3:49    |
| 3  | "Rude Boy Pledge"                                                          | Dave Kelly   | 3:33    |
| 4  | "Bring It On" (Remix) (com participação de Majic Massey)                   | Dave Kelly   | 3:10    |
| 5  | "Don't Test Me"                                                            | Dave Kelly   | 3:32    |
| 6  | "Wah Dem a Seh Now?"                                                       | Dave Kelly   | 3:45    |
| 7  | "Fat Punnany Girl (Hottie Hottie Girl)" (com participação de Majic Massey) | Dave Kelly   | 4:45    |
| 8  | "Bad Boys" (com participação de Tia Jean)                                  | Dave Kelly   | 3:56    |
| 9  | "Boom Boom" (com participação de Rihanna)                                  | Dave Kelly   | 4:13    |
| 10 | "Talk to Me"                                                               | Dave Kelly   | 4:11    |
| 11 | "Vitamin S"                                                                | Dave Kelly   | 4:12    |
| 12 | "Love It Like That"                                                        | Dave Kelly   | 3:26    |
| 13 | "Girl" (com participação de Jimmy Cheez Trix)                              | Dave Kelly   | 3:50    |
| 14 | "Cham"                                                                     | Dave Kelly   | 3:11    |
| 15 | "Ghetto Story Chapter 2" (com participação de Alicia Keys)                 | Dave Kelly   | 4:45    |
| 16 | "Ghetto Story Chapter 3" (com participação de Akon)                        | Dave Kelly   | 4:22    |
| 17 | "Bad Mind" (faixa bónus)                                                   | Dave Kelly   | 3:39    |